# 大久保勉
大久保 勉（おおくぼ つとむ、1961年（昭和36年）3月11日 - ）は、日本の政治家。財務副大臣（第3次野田改造内閣）、参議院経済産業委員長、参議院議員（2期）、福岡県久留米市長（第11代）等を務めた。

## 来歴
福岡県久留米市安武町生まれ。久留米市立安武小学校、久留米市立筑邦西中学校、福岡県立明善高等学校、京都大学経済学部卒業。大学卒業後、1984年に東京銀行入行。1994年、モルガン・スタンレー証券に入社した。
2004年、第20回参議院議員通常選挙に民主党公認で福岡県選挙区（定数2）から出馬し、84万票余りを獲得してトップ当選した。2010年、第22回参議院議員通常選挙に民主党公認で出馬し、福岡県選挙区で自由民主党新人の大家敏志に次ぐ2位で再選。2012年、第3次野田改造内閣で財務副大臣に任命された。
2013年10月、参議院経済産業委員長に就任したが、12月5日、政府提出法案の審議を拒否したため、自民党から解任決議が提出され、大久保、水岡俊一内閣委員長の2名が解任された。
2014年1月、通常国会の開会により経済産業委員長に再任。同年12月14日の第47回衆議院議員総選挙で民主党代表の海江田万里が落選。海江田の辞任に伴い2015年1月18日に行われた代表選挙では、岡田克也の推薦人に名を連ねた。
2015年11月、改選を迎える第24回参議院議員通常選挙に出馬しない意向を表明し、自身の後継に福岡放送アナウンサーの古賀之士を指名した。
2017年9月22日、久留米市長選挙に無所属で立候補する意向を表明。民間のキャリアや中央政界へのパイプを生かした久留米市のブランド価値の向上に向けたトップセールスや産業の誘致を掲げ、楢原利則市長による2期8年の市政については継承を訴え、元久留米大学教授の宮原信孝ら2候補を破り、当選した。
2021年10月10日、取材に対し2022年1月に行われる久留米市長選挙に立候補せず1期で退任する意向を示した。同年12月2日、未来構想会議理事。

## 政策・主張
- 2006年6月13日の参議院財政金融委員会で、日本銀行の福井俊彦総裁（当時）に対して質疑を行い、その質疑で福井は初めて、村上ファンドへの1千万円の資金拠出を認めた[14][15]。
- 2020年5月25日、新型コロナウイルス対策の財源に充てるため、自身の6月期末手当を全額カットすると発表した。副市長2人については50%、教育長、企業管理者、常勤監査委員らについては30%ずつカットする。削減額は計約635万円[16]。

## 著作
- 単著
  - エクセレントバンク（シグマベイスキャピタル、2004年5月）

- 共著
  - スワップ革命（シグマベイスキャピタル、1996年10月）
  - グローバルスタンダード（金融財政事情研究会、1997年6月）
  - 米国債券投資戦略のすべて（金融財政事情研究会、1998年10月）